# دبليو. يوجين سميث
دبليو. يوجين سميث (بالإنجليزية: William Eugene Smith)‏ هو صحفي ومصور أمريكي، ولد في 30 ديسمبر 1918 في ويتشيتا في الولايات المتحدة، وتوفي في 15 أكتوبر 1978 في توسان في الولايات المتحدة بسبب سكتة.

## وصلات خارجية
- دبليو. يوجين سميث على موقع الموسوعة البريطانية (الإنجليزية)
- دبليو. يوجين سميث على موقع ميوزك برينز (الإنجليزية)
- دبليو. يوجين سميث على موقع ديسكوغز (الإنجليزية)